# Kościół św. Wojciecha w Rożnowie
Kościół parafialny pw. św. Wojciecha – kościół parafii św. Wojciecha w Rożnowie.

## Historia
Kościół ten został wybudowany w 1661 r. w szlacheckich dobrach kasztelana wojnickiego Jana Wielopolskiego, na terenie bardzo wówczas rozległej parafii Tropie. Znajduje się na wyniosłym grzbiecie górskim nad Jeziorem Rożnowskim. Zbudowano go w sąsiedztwie zamku legendarnego Zawiszy Czarnego, w miejscu, gdzie dotąd stała kaplica św. Wojciecha (później odbudowano ją poniżej cmentarza).
Po roku od powstania kościoła ustanowiono parafię, wydzieloną z parafii Tropie. Erygował ją biskup Mikołaj Oborski.

## Architektura
Kościół jest drewniany, konstrukcji zrębowej, szalowany, kryty blachą. Jednonawowy z węższym prezbiterium, zamkniętym trójbocznie, po bokach którego dwie przybudówki zakrystyjne. Przy nawie kruchty dostawione od wschodu i północy. Dachy dwuspadowe z wieżyczką na sygnaturkę nad nawą, baniastą z latarnią. Wnętrze nakryte pozornym sklepieniem kolebkowym, z płaskimi odcinkami stropowymi w nawie, wspartymi na czterech słupach. Na ścianie nad chórem muzycznym zachowane fragmenty polichromii późnorenesansowej z 1688 r.

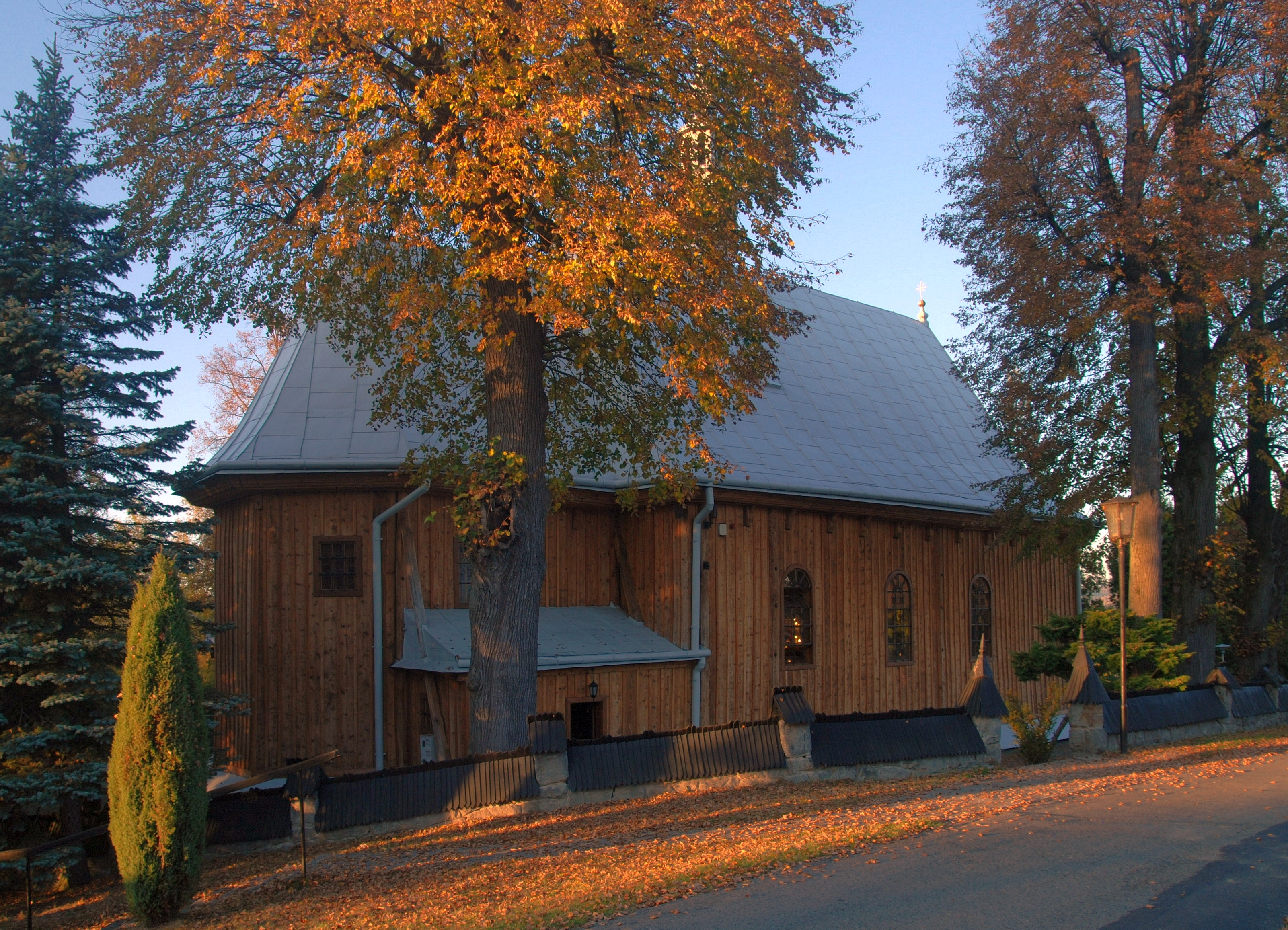
Elewacja frontowa
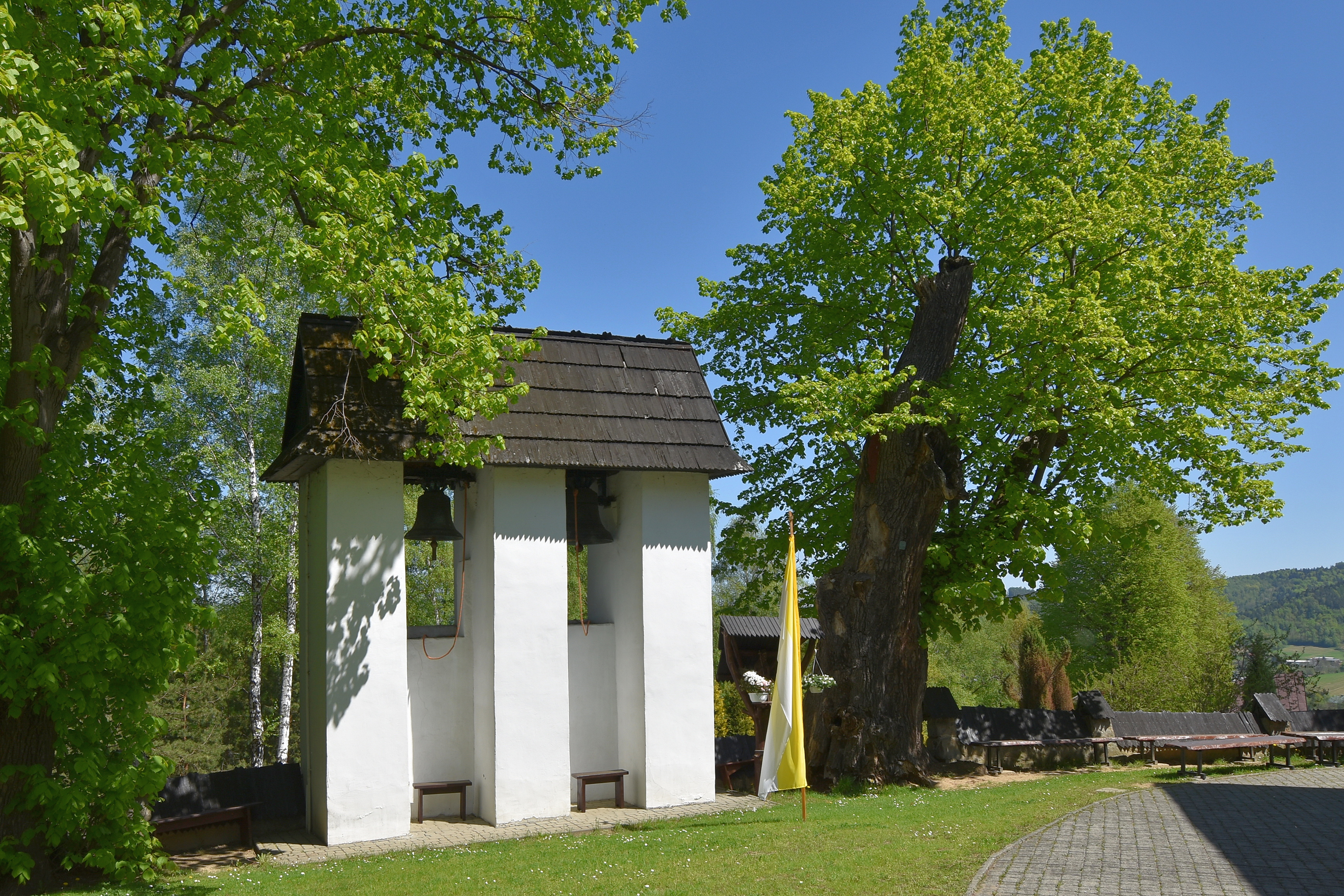
Dzwonnica
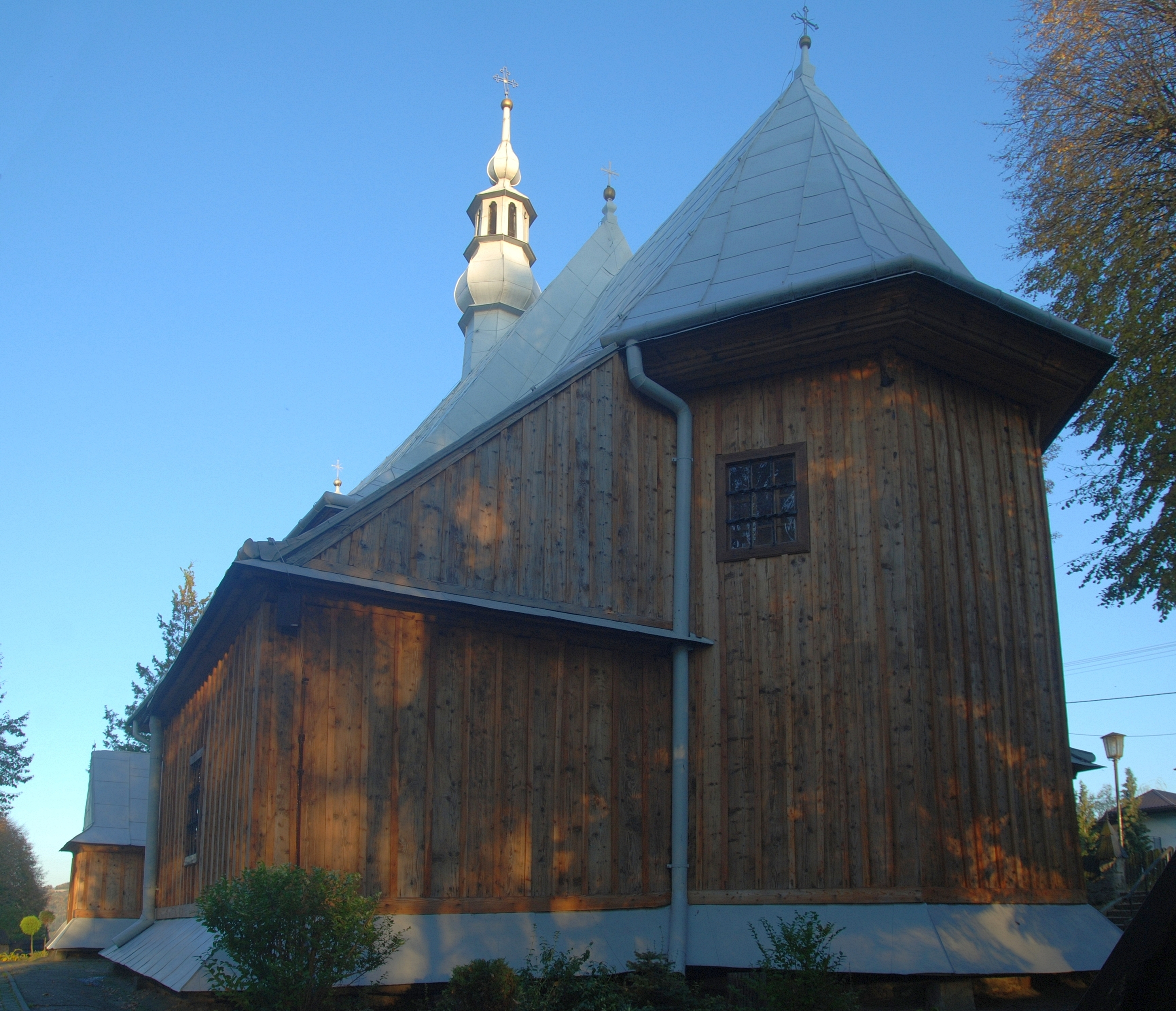
Widok od strony prezbiterium

## Wyposażenie wnętrza
W prezbiterium tuż po powstaniu kościoła ustawiono duży krzyż wraz z towarzyszącymi Jezusowi postaciami stojącej Maryi, Jana i klęczącej Marii Magdaleny. Aby przejść dookoła krzyża, trzeba przejść przez dwie bramki; na tej po prawej znajduje się postać św. Michała Archanioła walczącego z szatanem, a na tej po lewej – postać anioła Stróża, prowadzącego dziecko.
W nawie głównej znajdują się dwa dawne ołtarze. Po prawej – ołtarz Matki Boskiej Bolesnej, bolejącej po zagubieniu Jezusa. Ludzie cierpiący lubią w tym miejscu przynosić do Maryi swoje bóle i prosić Matkę Jezusa o wstawiennictwo. Pierwsze świadectwo Jej cudownej interwencji dał szlachcic Stanisław Krzesz z Męciny. Na ścianie kościoła, bardziej na prawo, widzimy jego podobiznę; wpatrzony w obraz Matki Bożej dziękuje za cudowne wyzdrowienie w 1691 r. Jako wotum dziękczynne wybudował kościół w Chomranicach, poświęcony imieniu Maryi. 
Obok konfesjonału stoi kamienna chrzcielnica, także nieomal pamiętająca czasy powstania kościoła i parafii. Nad konfesjonałem zaś obraz św. Jana Nepomucena, tego, który miał ponieść śmierć męczeńską w obronie tajemnicy spowiedzi; został zrzucony z mostu do Wełtawy w czeskiej Pradze.
Natomiast w ołtarzu po lewej ręce znajduje się obraz św. Wojciecha, patrona Rożnowa jeszcze z czasów sprzed budowy kościoła. W jednej ręce trzyma palmę, znak zwycięzcy w męczeństwie. W drugiej ręce – pastorał biskupi i włócznię, którą go przebito.
W zabytkowym konfesjonale, który także nieomal pamięta początek kościoła i parafii, widzimy napis po łacinie: Omnia videt Deus, czyli "Bóg widzi wszystko". 
Bardziej na lewo, na ścianie, zauważamy zabytkowy obraz św. Antoniego z lilią. Ludzie widzą w nim patrona od rzeczy zgubionych. Ale on chyba wolałby, aby naśladowano jego miłosierdzie wobec ubogich. Dlatego w kościołach znajdujemy skarbonki św. Antoniego, przeznaczone na pomoc dla ubogich. 
Dzwonnica wolnostojąca, zbudowana około połowy XIX w., w formie trzech filarów nakrytych dachem gontowym, między którymi zawieszone dzwony. Najstarszy z nich odlany został w 1661 r. przez Macieja Urlicha w Preszowie.